# Megadytes laevigatus
Megadytes laevigatus är en skalbaggsart som först beskrevs av Olivier 1795.  Megadytes laevigatus ingår i släktet Megadytes och familjen dykare. Inga underarter finns listade i Catalogue of Life.